# Polo orbital

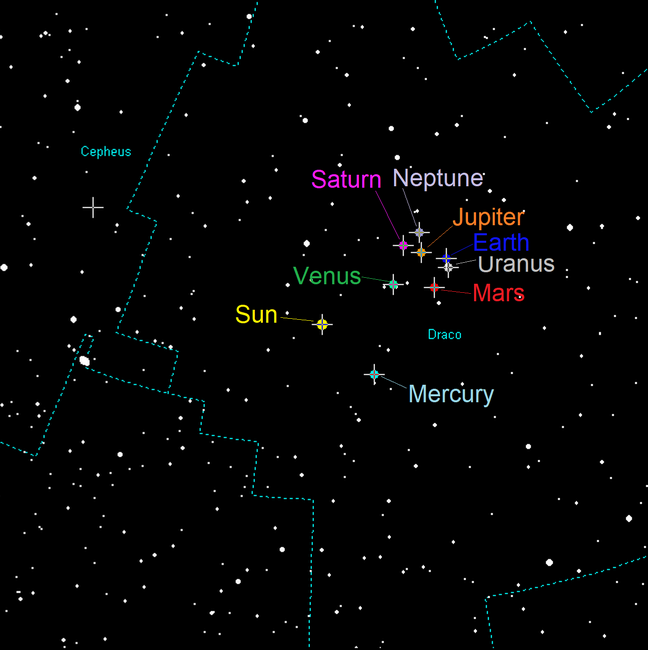
Um "instantâneo" dos polos orbitais do Sistema Solar. O ponto amarelo ao centro, é o polo orbital Norte do Sol, o ponto laranja é o de Júpiter, o azul claro é o de Mercúrio, o verde é o de Vênus, o azul é o da Terra, o vermelho é de Marte, o violeta é de Saturno, o cinza é de Urano, o lavanda é de Netuno o polo orbital de Plutão está marcado pela cruz abaixo de "Cepheus". Esse diagrama não é 100% preciso, é apenas uma referência.

Um polo orbital é um dos pontos no extremo de um segmento de linha imaginário que corre pelo centro da órbita de um corpo no espaço, um planeta por exemplo, e que é perpendicular ao plano orbital. Projetados na esfera celeste, polos orbitais, são semelhantes em conceito, aos polos celestes, mas são baseados na órbita do corpo e não no seu equador celeste.

## Os polos orbitais
Do ponto de vista da Terra, para cada planeta, o polo orbital é expresso em coordenadas eclípticas e é dado pela longitude do nó ascendente (☊) e inclinação (i): l = ☊ - 90°, b = 90° - i.
| Objeto   | ☊          | i        | l          | b         | RA                 | Dec             | Constelação    |
| -------- | ---------- | -------- | ---------- | --------- | ------------------ | --------------- | -------------- |
| Mercúrio | 48.331°    | 7.005°   | 318.331°   | 82.995°   | 18 h 43 m 57.1 s   | +61° 26′ 53″    | Draco          |
| Vênus    | 76.680°    | 3.39458° | 346.680°   | 86.60542° | 18 h 32 m 1.8 s    | +65° 34′ 2″     | Draco          |
| Terra    | 348.73936° | 0.00005° | 258.73936° | 89.99995° | 17 h 59 m 59.994 s | +66° 33′ 38.83″ | Draco          |
| Marte    | 49.558°    | 1.850°   | 319.558°   | 88.150°   | 18 h 13 m 29.7 s   | +65° 19′ 22″    | Draco          |
| Júpiter  | 100.464°   | 1.303°   | 10.464°    | 88.697°   | 06 h 12 m 59.8 s   | +66° 45′ 51″    | Camelopardalis |
| Saturno  | 113.665°   | 2.485°   | 23.665°    | 87.515°   | 06 h 23 m 46.5 s   | +67° 26′ 59″    | Camelopardalis |
| Urano    | 74.006°    | 0.773°   | 344.006°   | 89.227°   | 18 h 7 m 24.4 s    | +66° 20′ 13″    | Draco          |
| Netuno   | 131.784°   | 1.768°   | 41.784°    | 88.232°   | 06 h 13 m 54.3 s   | +67° 42′ 7″     | Camelopardalis |

## Polo eclíptico
Existe um caso específico: os polos orbitais da Terra, são designados de polos eclípticos. 
A eclíptica é o plano no qual a Terra orbita o Sol. Os polos eclípticos são os dois pontos onde os eixos eclípticos, as linhas imaginárias perpendiculares à eclíptica, intersectam a esfera celeste.
Os dois polos eclípticos estão ilustrados abaixo.
| O polo eclíptico Norte está em Draco. | O polo eclíptico Sul está em Dorado. |